# 石橋鄉 (鄰水縣)
石橋鄉（石橋公社），是四川省鄰水縣下轄的一個鄉級行政單位。

## 沿革[1]
- 1953年9月24日，第十區(興仁區)公所增建石橋鄉人民政府。1956年1月16日，石橋鄉人民政府改稱石橋鄉人民委員會。1958年9月22日，石橋鄉人委改稱石橋人民公社。1966年5月「文革」開始後，石橋人民公社工作受到干擾。1967年3月，由公社武裝幹部和群眾代表主持成立了石橋人民公社生產辦公室，負責公社日常工作。1969年1月9日。經縣人武部黨委批准，石橋人民公社革命委員會成立。1976年10月粉碎「四人幫」後，石橋人民公社的行政組織機構仍然是革命委員會。1981年3月，縣委決定撤銷石橋人民公社革委會，建立石橋人民公社管理委員會，管委會設正、副主任。同年12月，為在一個地區內公社不重名，達縣地區行署將石橋公社管委會改名為高石人民公社管委會。